# Colitis ulcerosa
La colitis ulcerosa és una forma de malaltia inflamatòria intestinal. La colitis ulcerosa és una colitis inflamatòria crònica, una malaltia de l'intestí, específicament de l'intestí gros o còlon, caracteritzada per la presència d'úlceres, criptitis i abscessos críptics a la seva mucosa, tenesme rectal, abdominàlgia i diarrees amb sang recurrents. En casos avençats no és rara l'existència de zones amb pseudopoliposi inflamatòria, que poden arribar a obstruir la llum del còlon. Generalment, el principal símptoma actiu de la malaltia és la diarrea constant barrejada amb sang i moc, d'inici gradual. Les alteracions en la composició de la mucositat colònica, juntament amb l'afebliment de la seva funció com a barrera protectora, són habituals en la colitis ulcerosa activa i hi tenen un paper patogenètic. La colitis ulcerosa es creu que té una etiologia sistèmica que duu a molts dels símptomes fora de l'intestí. La colitis ulcerosa té similituds amb la malaltia de Crohn, una altra forma de malaltia inflamatòria intestinal. Una de les principals diferències entre les dues condicions és que la primera només afecta la zona colorectal, mentre la segona pot aparèixer a qualsevol porció del tracte digestiu. La colitis ulcerosa és una malaltia intermitent, amb períodes d'exacerbació simptomatològica i períodes que estan relativament lliures de símptomes La concurrència de colitis ulcerosa i colangitis esclerosant primària és un fet freqüent. Encara que algunes vegades els símptomes de la colitis ulcerosa poden disminuir per si mateixos, la malaltia generalment requereix un tractament per entrar en remissió.
La colitis ulcerosa es produeix a 35-100 persones per cada 100.000 als Estats Units, menys del 0,1 per cent de la població. La malaltia tendeix a ser més comú a les zones del nord. Encara que la colitis ulcerosa no té una causa coneguda, hi ha un component genètic que augmenta la susceptibilitat a sofrir-la. Per altra banda, diversos factors ambientals poden desencadenar la malaltia en les persones susceptibles. Encara que la modificació de la dieta pot reduir el malestar d'una persona afectada, la colitis ulcerosa no es creu que sigui causada per factors dietètics. Sol tractar-se la colitis ulcerosa com si es fos una malaltia autoimmunitària, però no hi ha consens que ho sigui. El tractament és amb dieta, fàrmacs antiinflamatoris, immunosupressió i teràpia biològica de components específics de la resposta immunitària. En casos lleus o moderats de colitis ulcerosa distal extensa està indicat l'ús de mesalazina tòpica i, eventualment, també oral. La colectomia (resecció quirúrgica total o parcial de l'intestí gros) a vegades és necessària, tot i que no sempre aconsegueix curar la malaltia.